# Yvon-Joseph Moreau
Yvon-Joseph Moreau OCSO (ur. 29 października 1941 w Saint-Pascal) – kanadyjski duchowny katolicki, biskup Sainte-Anne-de-la-Pocatière w latach 2008-2017.

## Życiorys
Święcenia kapłańskie otrzymał 18 czerwca 1968 i inkardynowany został do diecezji Sainte-Anne-de-la-Pocatière. Po studiach w Ottawie został wykładowcą seminarium w Managui, a następnie przez kilka lat pracował duszpastersko  na terenie rodzinnej diecezji. W roku 1990 złożył profesję w zakonie Trapistów i został opatem klasztoru w Trappa d’Oka.
18 października 2008 papież Benedykt XVI mianował go ordynariuszem rodzinnej diecezji Sainte-Anne-de-la-Pocatière w metropolii Quebecu. Sakry w dniu 27 grudnia 2008 udzielił mu abp Luigi Ventura.
8 grudnia 2017 przeszedł na emeryturę, a jego następcą został ogłoszony ks. Pierre Goudreault.